# Abdul Rehman (boxe anglaise)
Pour les articles homonymes, voir Abdul Rehman.
Abdul Rehman est un boxeur pakistanais né le 14 avril 1938. Il a participé à l'épreuve masculine des poids lourds aux Jeux olympiques d'été de 1964. 
Abdul Rehman est médaillé d'or aux Jeux asiatiques de Jakarta en 1962 ainsi qu'aux Championnats d'Asie à Bangkok en 1963 dans la catégorie des poids lourds, .
Il participe à l'épreuve masculine des poids lourds aux Jeux olympiques de Tokyo en 1964, s'inclinant en quarts de finale face à l'Allemand Hans Huber. Il est ensuite médaillé d'argent aux Jeux asiatiques de Bangkok en 1966.
En 1967, il est vice-champion d'Asie à Colombo en poids lourds.